# Tire-comédons
Le tire-comédons ou tire-comédon (pluriel tire-comédons) est un outil servant à l'extraction mécanique des comédons. 

## Description
Il est constitué d'une petite boucle ou d'une cupule percée à l'extrémité d'un manche.

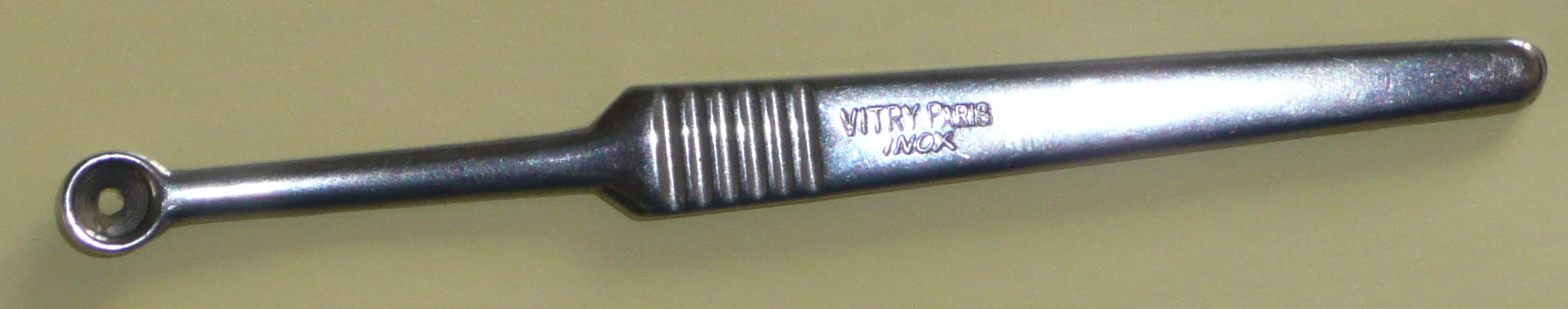
Un tire-comédons à cupule.

On place la boucle de manière à entourer le comédon à extraire, puis l'on exerce une pression tout en faisant tourner la boucle. La pression est ainsi plus précise que lorsqu'on appuie avec les doigts, ce qui entraîne moins de lésions.